# Вьетнамские местоимения
Местоимения вьетнамского языка (вьет. đại từ xưng hô) — часть речи, использующаяся для замены существительных. Обычно вместо настоящих местоимений во вьетнамском языке используются изменившие значение термины родства. Большинство местоимений были заимствованы из китайского.
Употребление местоимений зависит от отношений говорящего и слушающего, степени их родства, социального статуса, разницы в возрасте, а также от психологической диспозиции.

## Настоящие местоимения
Местоимения этого класса делятся на два типа в зависимости от того, можно ли образовать от них местоимение множественного числа с помощью частиц тюнг (chúng) и как (các).
|             | Единственное число                                           | Множественное число                                                  |
| ----------- | ------------------------------------------------------------ | -------------------------------------------------------------------- |
| Первое лицо | той (tôi, 碎) (может использоваться в вежливой речи)         | тюнг той (chúng tôi, 眾碎) (эксклюзивное)                            |
| Первое лицо | та (ta, 𢧲) (нейтральное или неформальное)                   | тюнг та (chúng ta, 眾𢧲) (инклюзивное)                               |
| Первое лицо | тао (tao, 傮) (фамильярное, начальник к подчинённому)        | тюнг тао (chúng tao, 眾傮) (грубое, эксклюзивное)                    |
| Первое лицо | минь (mình, 𠵴) (интимное)                                   | минь (mình) или тюнг минь (chúng mình, 眾𠵴) (интимное, инклюзивное) |
| Второе лицо | май (mày, 𡮠) или mi (фамильярное, начальник к подчинённому) | bay, chúng mày, tụi mày (фамильярное, начальник к подчинённому)      |
| Третье лицо | но (nó, 儺) (фамильярное, начальник к подчинённому)          | тюнг но (chúng nó, 眾儺)                                             |

Местоимение «той» — единственное настоящее местоимение, которое можно использовать в вежливой речи. Местоимение «та» часто употребляется высокопоставленными лицами во внутреннем монологе. «Тао», «май», «ми», «бай» используются в разговоре между членами семьи; в иных случаях употребляют местоимения, произошедшие от терминов родства. Местоимение третьего лица «но» используется в речи о животных, детях. Местоимение «минь» используется в близких дружеских или любовных отношениях.
Во вьетнамских местоимениях множественного числа различается эксклюзивность и инклюзивность: тюнг той (вьет. chúng tôi) и тюнг тао (chúng tao) — эксклюзивные, означают «мы: я с ними, но без тебя»; тюнг та (chúng ta) и тюнг минь (chúng mình) — инклюзивные, означают «мы: я, ты [и они]».
Остальные местоимения не могут образовывать множественное число с помощью частиц.
|             | Единственное число                                 | Множественное число      |
| ----------- | -------------------------------------------------- | ------------------------ |
| Первое лицо | мин (min, 㒙) (фамильярное, книжное)               | тёа (choa, 朱) (книжное) |
| Первое лицо | куа (qua) (мужчина — женщине, книжное)             | тёа (choa, 朱) (книжное) |
| Первое лицо | тхьеп (thiếp, 妾) (женщина — мужчине, книжное)     | тёа (choa, 朱) (книжное) |
| Первое лицо | чам (trẫm, 朕) (правитель — чиновникам, архаичное) | тёа (choa, 朱) (книжное) |
| Второе лицо | (bậu, 倍) (женщина — мужчине, книжное)             | —                        |
| Второе лицо | тянг (chàng, 𧛇) (женщина — мужчине, книжное)      | —                        |
| Третье лицо | и (y, 伊) (фамильярное)                            | нгыой та (người ta)      |
| Третье лицо | хан (hắn, 漢) (фамильярное)                        | нгыой та (người ta)      |
| Третье лицо | ва (va, 𠇕) (книжное, фамильярное)                 | нгыой та (người ta)      |

В отличие от местоимений первой группы, местоимения третьего лица из этой группы (y, hắn, va) могут использоваться только для замены одушевлённых существительных, обычно людей. Перед «и» в южных диалектах встречается частица множественного числа, в этом случае оно более вежливо, чем «но».

## Термины родства
Наиболее распространённым способом обращения является использование терминов родства, в том числе отношении лиц, не состоящих в родстве. К примеру, любовники обращаются друг к другу «старший брат» (anh) и «младшая сестра» (em).
| Местоимение       | Ответное местоимение | Буквальное значение                                                               | Другие значения                                                                | Примечания |
| ----------------- | -------------------- | --------------------------------------------------------------------------------- | ------------------------------------------------------------------------------ | --- |
| тя (cha, 𤕔)      | кон                  | отец                                                                              | священник                                                                      | В разных диалектах используется множество других слов: в ханойском — бо (bố), в других — ба (ba), тиа (tía), тхэй (thầy) |
| мэ (mẹ, 媄)       | кон                  | мать                                                                              |                                                                                | «мэ» — ханойский диалект, ма (má) — сайгонский. В других используются у (u), бам (bầm), ма (mạ)                          |
| ань (anh, 英)     | эм                   | старший брат                                                                      | старший мужчина того же поколения; мужчина в романтических отношениях          | Может использоваться для любого мужчины                                                                                  |
| ти (chị, 姊)      | эм                   | старшая сестра                                                                    | старшая женщина того же поколения; госпожа                                     | |
| эм (em, 㛪)       | ань или ти           | младший брат или младшая сестра; младший человек того же поколения                | младший человек того же поколения, ребёнок, женщина в романтических отношениях | |
| кон (con, 𡥵)     | тя, мэ, ба…          | ребёнок                                                                           | ребёнок, человек младше на одно поколение или сильнее                          | |
| тяу (cháu)        | онг, ба, бак, тю…    | внук, племянник, племянница, двоюродный брат (ребёнок младшего сиблинга родителя) | маленький ребёнок, человек младше на одно поколение или больше                 | |
| онг (ông, 翁)     | тяу или кон          | дедушка                                                                           | мужчина средних лет                                                            | дедушка по отцу называется онг ной (ông nội, «внутренний дедушка»), онг нгоай (ông ngoại, «наружный дедушка»)            |
| ба (bà, 婆)       | тяу или кон          | бабушка                                                                           | замужняя женщина средних лет                                                   | бабушка по отцу — ба ной (bà nội), ба нгоай (bà ngoại)                                                                   |
| ко (cô, 姑)       | тяу                  | младшая тётя по отцу                                                              | учительница; женщина такого же возраста, как отец; молодая незамужняя женщина  | В некоторых диалектах значение ограничено младшей тётей по отцу                                                          |
| тю (chú, 叔)      | тяу                  | младший дядя по отцу                                                              | мужчина такого же возраста, как отец; немного младший мужчина (формально)      | В некоторых диалектах значение ограничено младшим дядей по отцу                                                          |
| тхим (thím, 嬸)   | тяу                  | жена младшего дяди по отцу                                                        |                                                                                | |
| бак (bác, 伯)     | тяу                  | старший сиблинг родителя                                                          | некто старше родителей                                                         | в некоторых диалектах означает старшего брата или сестру отца или матери                                                 |
| зи (dì, 姨)       | тяу                  | сестра матери, мачеха                                                             | женщина такого же возраста, как мать                                           | в некоторых диалектах — младшая тётя по матери                                                                           |
| кау (cậu, 舅)     | тяу                  | дядя                                                                              | мужчина, равный по возрасту матери; близкий друг (ханойск.)                    | |
| мо (mợ)           | тяу                  | жена дяди                                                                         |                                                                                | в некоторых диалектах муж называет так жену, дети мать, тесть, тёща свёкор и свекровь — невестку или зятя                |
| зыонг (dượng, 仗) | тяу                  | муж «ко» или «ди», приёмный отец                                                  |                                                                                | |
| ку/ко (cụ/cố)     | тяу                  | прародитель                                                                       | очень старый человек                                                           | |
| со (sơ)           | тяу                  | пра-прародитель                                                                   |                                                                                | |
| хо (họ)           |                      | клан                                                                              | они                                                                            | Местоимение третьего лица множественного числа для группы людей                                                          |

Термины родства «наследуются» от родителей. К примеру, двоюродные братья или сёстры будут называть себя в соответствии с разницей в возрасте родителей (тот, чей родитель младше, будет «эм», а тот, чей родитель старше, будет «ань» или «ти»). Иерархическое называние приводит к анекдотическим ситуациям, когда мальчика называют «онг» (например, он поздний ребёнок).
Множественное число этих местоимений образуется с помощью частицы как (các), например, Привет, друзья [обоего пола]! (Chào các anh, các chị, тяо как ань как ти).

## Образование местоимений третьего лица
Некоторые местоимения третьего лица можно образовать из соответствующих терминов родства, если обозначающее их слово имеет ровный тон, для этого тон меняется на нга (средний повышающийся глоттализованный): anh → ãnh, ông → ỗng, cô → cỗ. Эти слова не используются для обозначения родства.
Обычный способ изменять лицо местоимения на третье — добавление слова «эй» (ấy, тот): bà → bà ấy.

## Прочие местоимения
Во вьетнамском языке любое слово, обозначающее человека, может быть местоимением (доктор, инженер, учитель…). При назывании себя, аналогично китайскому, корейскому, японскому языкам используется принижение себя и повышение статуса слушателей. Одно из подобных слов, сохранившее хождение, — «той» (tôi, «я», буквально «слуга»). Другое популярное слово с таким же значением — то (tớ), популярно среди молодёжи для называния себя среди близких друзей; используется в связке с кау (cậu, «ты»).
Гоноративные местоимения — «дорогой клиент» (quý khách, 貴客, куй кхать), «дорогой человек» (quý vị, 貴位).
Вьетнамцы часто обращаются к другим и называют себя по имени.
Điền: Nhàn đang làm gì vậy? (Что делает Нян?)
Nhàn: Nhàn đang gọi Mong. Điền có biết Mong ở đâu không? (Нян звонит Монг. Дьен знает, где Монг?)
Điền: Không, Điền không biết Mong ở đâu hết. (Нет, Дьен не знает, где Монг)
Литературный перевод этого же диалога:
Дьен: Что ты делаешь?
Нян: Звоню Монг. Ты не знаешь, где она?
Дьен: Нет, не знаю.

## Устаревшие местоимения
Некоторые местоимения больше не используются, к примеру, императорское «мы» — чам (trẫm). Многие устаревшие местоимения относились к знати, а Вьетнам перестал быть монархией. Примеры устаревших местоимений:
- кхань (khanh) — обращение монарха к фавориту;
- бе ха (bệ hạ) — обращение к монарху;
- тхи (thị) — она.